# Rombicosidodecaedro parabidisminuido
En geometría, el rombicosidodecaedro parabidisminuido es uno de los sólidos de Johnson (J80).
Puede construirse a partir de un rombicosidodecaedro, quitándole dos cúpulas pentagonales opuestas.
Algunos sólidos de Johnson relacionados con este son:
- el rombicosidodecaedro disminuido (J76), al que se quita una cúpula,
- el rombicosidodecaedro metabidisminuido (J81), al que se quitan dos cúpulas no opuestas y
- el rombicosidodecaedro tridisminuido (J83), al que se quitan tres cúpulas.

Los 92 sólidos de Johnson fueron nombrados y descritos por Norman Johnson en 1966.